# Сизойка
Сизойка (Cyanocitta) — рід горобцеподібних птахів родини воронових (Corvidae).

## Види
До роду відносять два види, які мешкають у Північній Америці:
- Сизойка блакитна (Cyanocitta cristata)
- Сизойка чорноголова (Cyanocitta stelleri)